# 奔騰・B50
B50 (Besturn B50) は、中国第一汽車集団が展開するブランド「奔騰」が販売する小型（Cセグメント）セダンである。

## 初代（2009年 - 2016年）
2009年5月16日に販売が開始された。B70の下位車種であり、フォード・CD3プラットフォームを共有するが全長と全高が短縮されている。パワートレーンはフォルクスワーゲン車からの転用となり、エンジンは1.6L（最高出力76kW@5,600rpm、最大トルク145N·m@3,800rpm）のみ、トランスミッションは5MTおよび6ATとなる。B70同様、内外装のデザインはイタルデザイン・ジウジアーロが担当している。
また、2009年の上海モーターショーではハイブリッド仕様も出展された。B50HEVはCA4GA1H型1.5Lエンジンに2モーター方式のハイブリッドシステムが組合せられている。

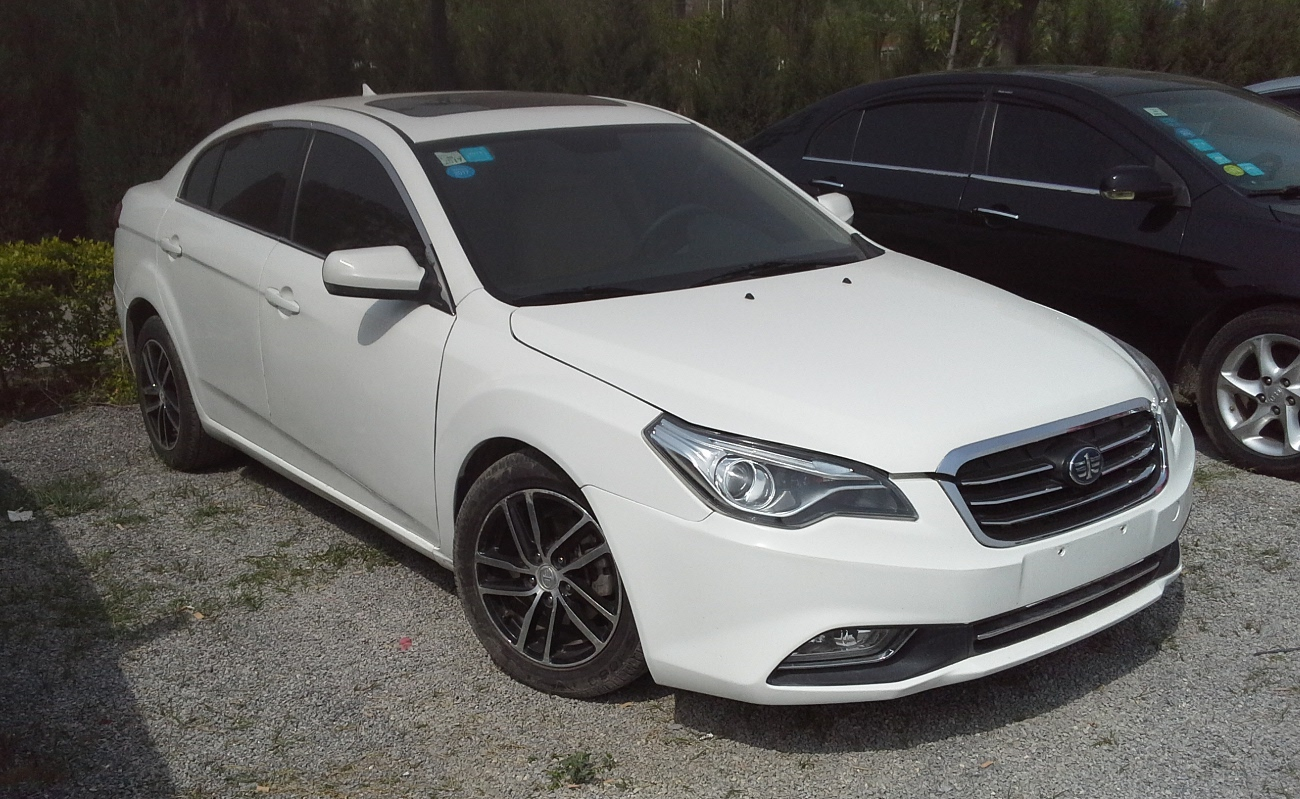
改良型
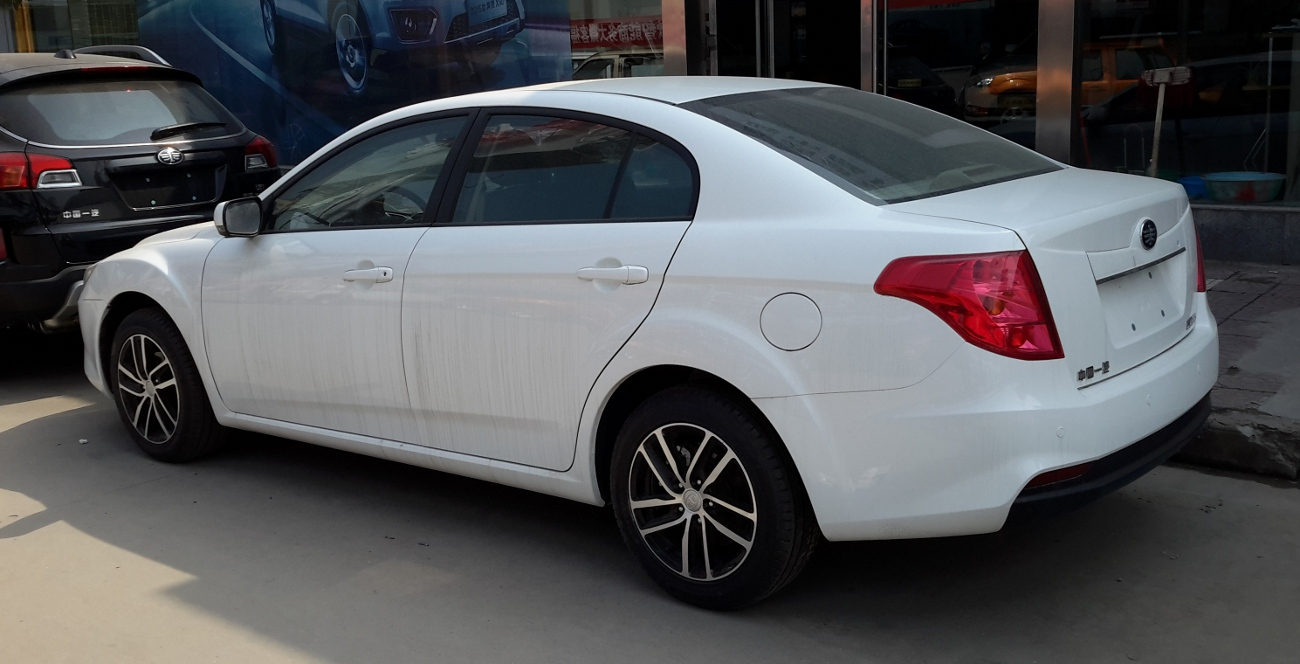
改良型

## 2代目（2016年 - 2019年）
2016年8月に発売。搭載されるエンジンは1.6L（最高出力109hp、最大トルク155Nm）、1.4Lターボ（最高出力136hp、最大トルク220Nm）の2種類で、ともに5速MTまたは6速ATを組み合わせる。RSモデルも設定され、1.4Lターボのみ搭載される。2018年にはフェイスリストが行われた。

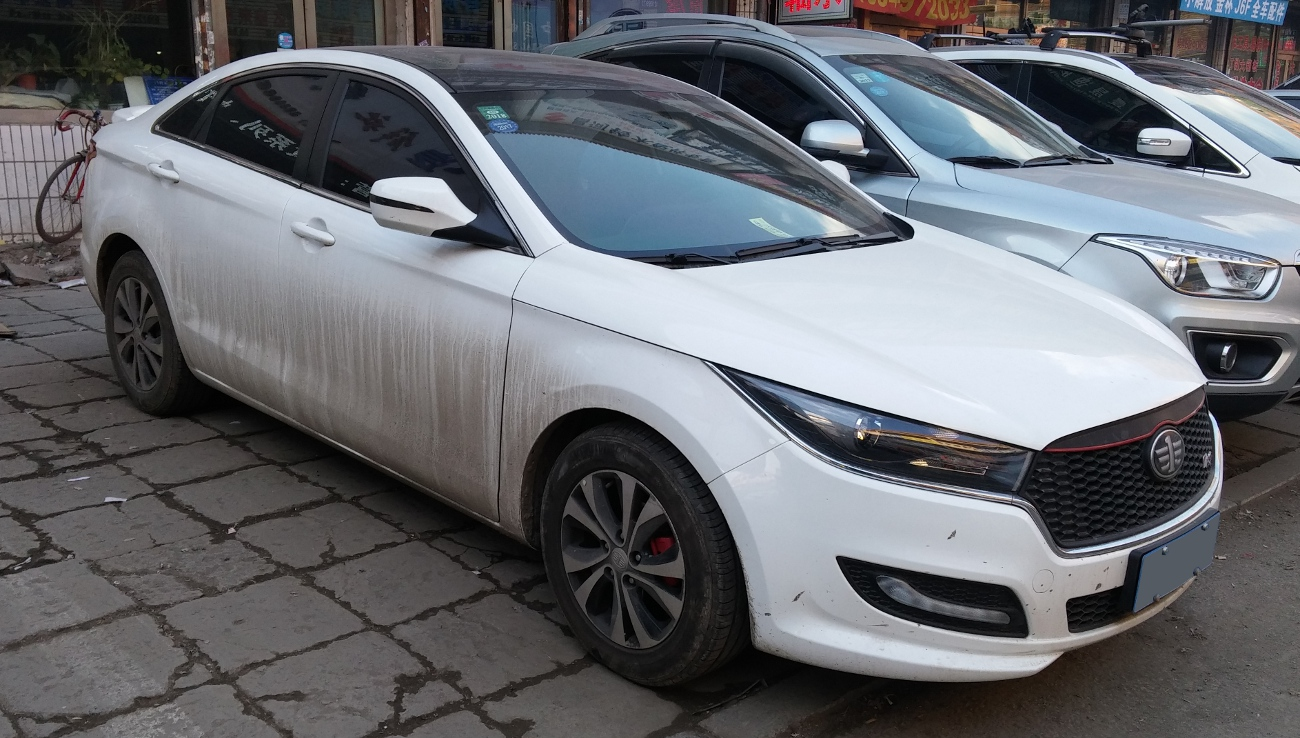
B50 RS